# Fanatismo

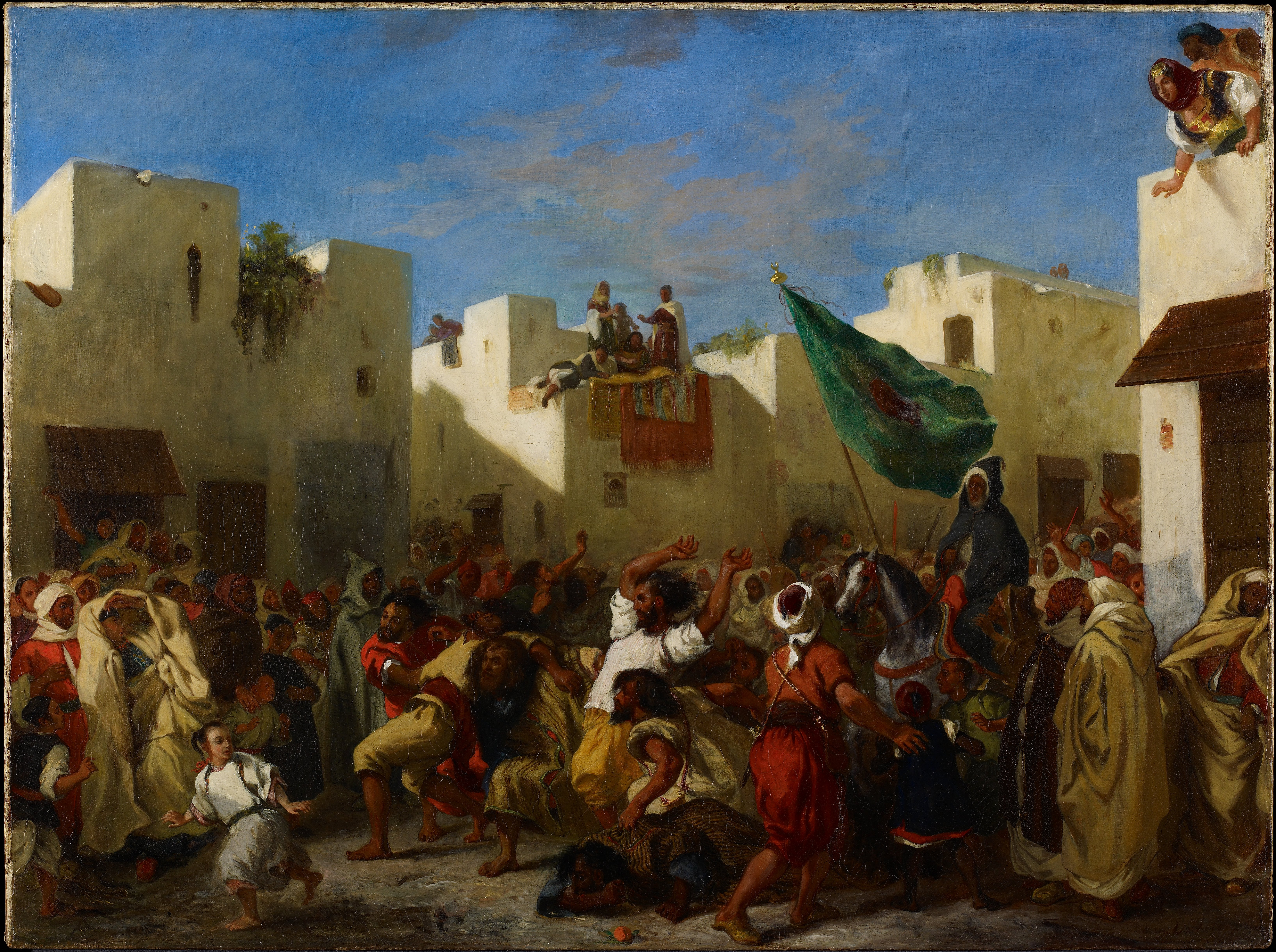
Os Fanáticos de Tânger por Eugène Delacroix, Minneapolis Institute of Arts

Fanatismo (do advérbio latino fānāticē [fren- fānāticus ; entusiasmado, extático; furioso, fanático, furioso]) é uma crença ou comportamento que envolve zelo acrítico ou um entusiasmo obsessivo.

## Definições
O filósofo George Santayana define fanatismo como “redobrar seus esforços quando você esquece seu objetivo”. O fanático apresenta padrões muito rígidos e pouca tolerância com ideias ou opiniões contrárias. Tõnu Lehtsaar definiu o termo fanatismo como a busca ou defesa de algo de forma extrema e apaixonada que vai além da normalidade. O fanatismo religioso é definido pela fé cega, pela perseguição aos dissidentes e pela ausência de noção de realidade.

## Causas

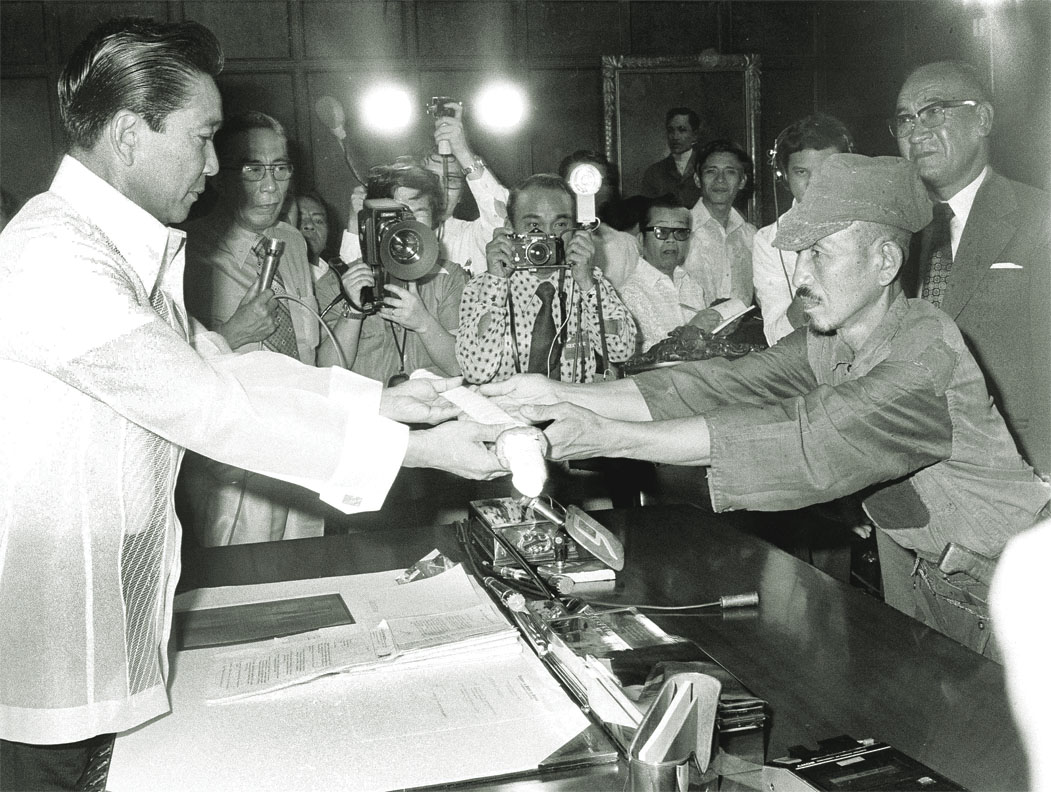
Soldados japoneses persistiram em várias ilhas do Pacífico depois da Segunda Guerra Mundial até pelo menos 1974. Na imagem, Hiroo Onoda oferecendo sua espada militar no dia de sua rendição.

O fanatismo é o resultado da interação de múltiplas culturas entre si e ocorre com mais frequência quando um líder faz pequenas variações de crenças já existentes, o que leva os seguidores ao frenesi. Neste caso, fanatismo é usado como um adjetivo que descreve a natureza de certos comportamentos que as pessoas reconhecem como seitas. Mead referiu-se ao estilo de defesa utilizado quando os seguidores são abordados. A coisa mais consistente apresentada são as condições iniciais, ou preexistentes, e o estado mental necessário para induzir o comportamento fanático. Cada comportamento é óbvio quando apontado; uma mente fechada, nenhum interesse em debater o assunto e uma reação exagerada às pessoas que discordam.
Em seu livro Crazy Talk, Stupid Talk, o autor estadunidense Neil Postman afirma que "a chave para todas as crenças fanáticas é que elas são auto-confirmadas....(algumas crenças são) fanáticas não porque são 'falsas', mas porque são expressas de tal forma que nunca se possa demonstrar que são falsas."

## Comportamentos semelhantes
O comportamento de um fã com entusiasmo avassalador por um determinado assunto é diferenciado do comportamento de um fanático pela violação, por parte do fanático, das normas sociais vigentes. Embora o comportamento do fã possa ser considerado estranho ou excêntrico, ele não viola tais normas.